# رولز-رویس آرآر۳۰۰
رولز-رویس آرآر۳۰۰ (به انگلیسی: Rolls-Royce RR300) یک موتور هواگرد ساختِ کارخانهٔ رولز-رویس هولدینگز در کشور بریتانیا است . 